# Salzhaus (Brugg)

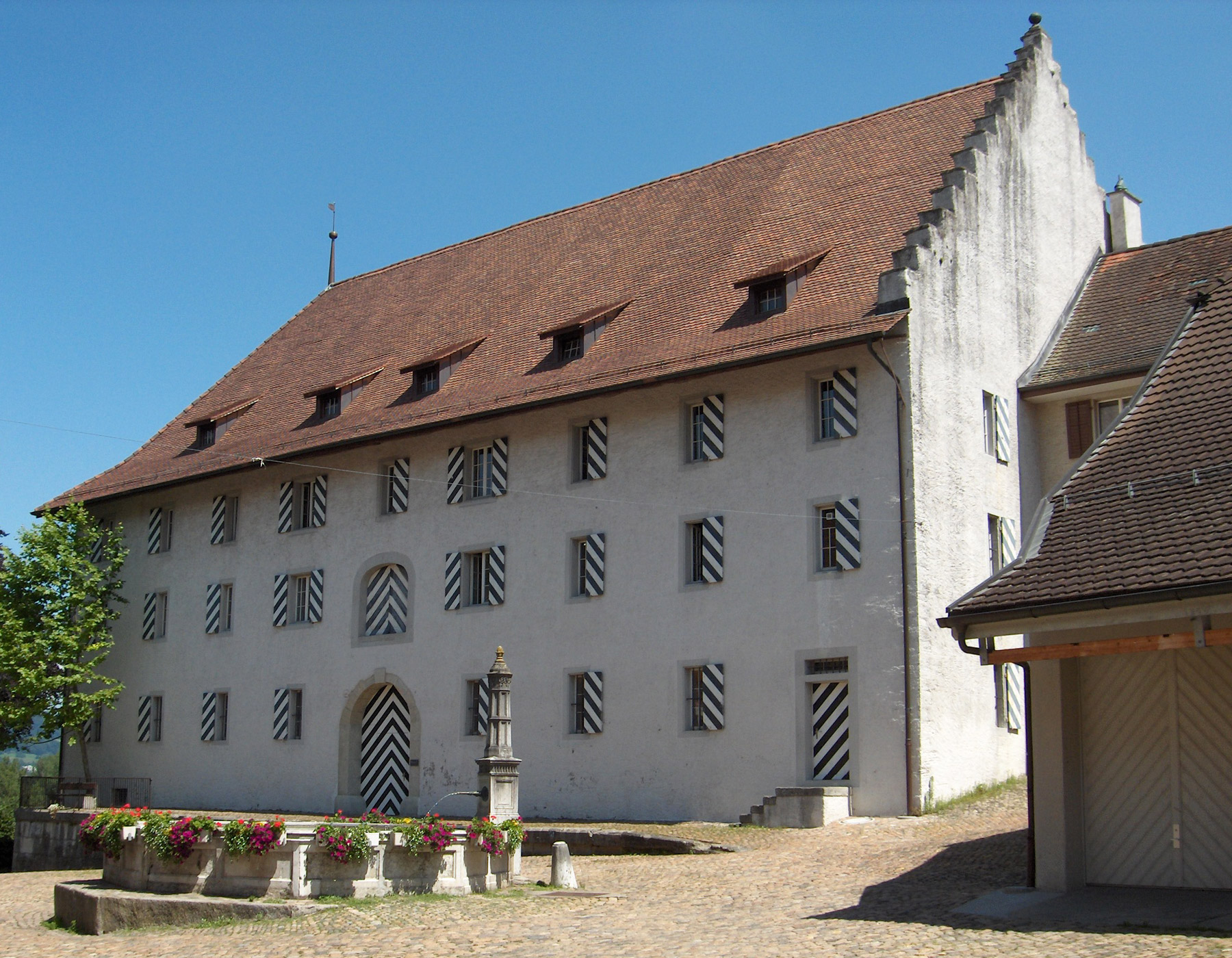
Vorderfassade des Salzhauses

Das ehemalige Salzhaus ist ein grosser Zweckbau in Brugg im Kanton Aargau. Es steht an der Hofstatt am Ostrand der Altstadt, wurde 1732 erbaut und ist ein Kulturgut von regionaler Bedeutung.

## Beschreibung
Das Salzhaus in Brugg ist ein langgestreckter, mächtiger, dreigeschossiger Zweckbau aus dem Jahr 1732. Die Nordost-Fassade ist stumpfwinklig gebrochen und mit Strebepfeilern versehen. Das steile Satteldach weist Schleppgauben und einen getreppten Südwest-Giebel auf. Die Nordwestfassade ist geprägt von regelmässig verteilten Fenstern (neunachsig), sowie dem rundbogigen Mitteltor mit korbbogigen Aufzugsöffnungen oben. Die Südostfassade ist zugleich ein Stück der Wehrmauer und mit 3 × 9 Luftschlitzen versehen. Das Rundbogentor an der östlichen Schmalseite von 1618 stammt vom älteren Bau.
Seit 1995 finden im Salzhaus regelmässig kulturelle Veranstaltungen statt.